# Lionel Dutemple
Pour les articles homonymes, voir Dutemple.
Lionel Dutemple est un scénariste français. Il écrit de septembre 2000 à juin 2015 aux Guignols de l'info, avec Bruno Gaccio (jusqu'en juin 2007), Ahmed Hamidi (jusqu'en décembre 2008) et Julien Hervé. Il écrit aussi Une minute avant en compagnie de Julien Hervé, Philippe Mechelen et Benjamin Morgaine. Il a également écrit douze épisodes de la série H.
Il a également écrit pour Nulle Part Ailleurs (de 1999 à 2000), coécrit le Visiophon avec Omar et Fred, ancêtre du Service après-vente des émissions, a coécrit également le Jamel Show, émission du passage à l'an 2000 sur Canal Plus avec Jamel Debbouze. Il est repéré, avec Ahmed Hamidi et Julien Hervé par Bruno Gaccio, pour remplacer Alexandre Charlot et Franck Magnier, auteurs des Guignols sur le départ, pour la rentrée 2000.

## Filmographie

### Télévision
- H
  - No Clowning (saison 1, épisode 6)
  - Une histoire d'humanitaire (saison 2, épisode 7)
  - Une histoire de paternité (saison 3, épisode 2)
  - Une histoire de ski (saison 3, épisode 4)
  - Une histoire d'enlèvement (saison 3, épisode 9)
  - Une histoire de service militaire (saison 3, épisode 10)
  - Une histoire de boîte de nuit (saison 3, épisode 13)
  - Une histoire de curé (saison 4, épisode 4)
  - Une histoire de champignons
  - Une histoire de boîte de nuit
  - Une histoire de livre
  - Une histoire de cassette

- Les Guignols de l'Info de septembre 2000 à juin 2015.

### Cinéma
- 2001 : La Tour Montparnasse infernale
- 2008 : Seuls Two
- 2010 : Au bistro du coin
- 2016 : Les Tuche 2
- 2018 : Brillantissime
- 2023 : Les Cadors
- 2024 : 14 jours pour aller mieux